# Digonis cervinaria
Digonis cervinaria là một loài bướm đêm trong họ Geometridae.